# La Porte (Indiana)
La Porte – miasto (city), ośrodek administracyjny hrabstwa LaPorte, w północno-zachodniej części stanu Indiana, w Stanach Zjednoczonych.

## Demografia
W 2013 roku miasto liczyło 22 010 mieszkańców. W 2023 roku liczba mieszkańców nieznacznie wzrosła do 22 486 osób, a gęstość zaludnienia przekroczyła 744 osoby/km².

## Nazwa
Nazwa miasta oznacza w języku francuskim „drzwi”.